# Großer Preis von China (Motorrad)

Streckengrafik des Shanghai International Circuit

Der Große Preis von China für Motorräder war ein Motorrad-Rennen, das zwischen 2005 und 2008 viermal auf dem Shanghai International Circuit nahe Shanghai ausgetragen wurde und zur Motorrad-Weltmeisterschaft zählte.
Rekordsieger sind der Australier Casey Stoner, der Finne Mika Kallio und der Italiener Valentino Rossi, die das Rennen jeweils zweimal gewinnen konnten.

## Statistik
| Auflage | Jahr | Strecke  | Klasse  | Sieger                   | Zweiter                   | Dritter                   | Pole-Position             | Schn. Rennrunde            |
| ------- | ---- | -------- | ------- | ------------------------ | ------------------------- | ------------------------- | ------------------------- | -------------------------- |
| 1       | 2005 | Shanghai | 125 cm³ | Mattia Pasini (Aprilia)  | Fabrizio Lai (Honda)      | Gábor Talmácsi (KTM)      | Mika Kallio (KTM)         | Fabrizio Lai (Honda)       |
| 1       | 2005 | Shanghai | 250 cm³ | Casey Stoner (Aprilia)   | Andrea Dovizioso (Honda)  | Hiroshi Aoyama (Honda)    | Casey Stoner (Aprilia)    | Andrea Dovizioso (Honda)   |
| 1       | 2005 | Shanghai | MotoGP  | Valentino Rossi (Yamaha) | Olivier Jacque (Kawasaki) | Marco Melandri (Honda)    | Sete Gibernau (Honda)     | Alex Barros (Honda)        |
|         |      |          |         |                          |                           |                           |                           |                            |
| 2       | 2006 | Shanghai | 125 cm³ | Mika Kallio (KTM)        | Mattia Pasini (Aprilia)   | Álvaro Bautista (Aprilia) | Mika Kallio (KTM)         | Álvaro Bautista (Aprilia)  |
| 2       | 2006 | Shanghai | 250 cm³ | Héctor Barberá (Aprilia) | Andrea Dovizioso (Honda)  | Hiroshi Aoyama (KTM)      | Héctor Barberá (Aprilia)  | Andrea Dovizioso (Honda)   |
| 2       | 2006 | Shanghai | MotoGP  | Dani Pedrosa (Honda)     | Nicky Hayden (Honda)      | Colin Edwards (Yamaha)    | Dani Pedrosa (Honda)      | Dani Pedrosa (Honda)       |
|         |      |          |         |                          |                           |                           |                           |                            |
| 3       | 2007 | Shanghai | 125 cm³ | Lukáš Pešek (Derbi)      | Héctor Faubel (Aprilia)   | Esteve Rabat (Honda)      | Mattia Pasini (Aprilia)   | Lukáš Pešek (Derbi)        |
| 3       | 2007 | Shanghai | 250 cm³ | Jorge Lorenzo (Aprilia)  | Álvaro Bautista (Aprilia) | Andrea Dovizioso (Honda)  | Jorge Lorenzo (Aprilia)   | Jorge Lorenzo (Aprilia)    |
| 3       | 2007 | Shanghai | MotoGP  | Casey Stoner (Ducati)    | Valentino Rossi (Yamaha)  | John Hopkins (Suzuki)     | Valentino Rossi (Yamaha)  | Casey Stoner (Ducati)      |
|         |      |          |         |                          |                           |                           |                           |                            |
| 4       | 2008 | Shanghai | 125 cm³ | Andrea Iannone (Aprilia) | Mike Di Meglio (Derbi)    | Gábor Talmácsi (Aprilia)  | Bradley Smith (Aprilia)   | Michael Ranseder (Aprilia) |
| 4       | 2008 | Shanghai | 250 cm³ | Mika Kallio (KTM)        | Hiroshi Aoyama (KTM)      | Mattia Pasini (Aprilia)   | Álvaro Bautista (Aprilia) | Mika Kallio (KTM)          |
| 4       | 2008 | Shanghai | MotoGP  | Valentino Rossi (Yamaha) | Dani Pedrosa (Honda)      | Casey Stoner (Ducati)     | Colin Edwards (Yamaha)    | Valentino Rossi (Yamaha)   |

## Verweise